# Navalla suïssa

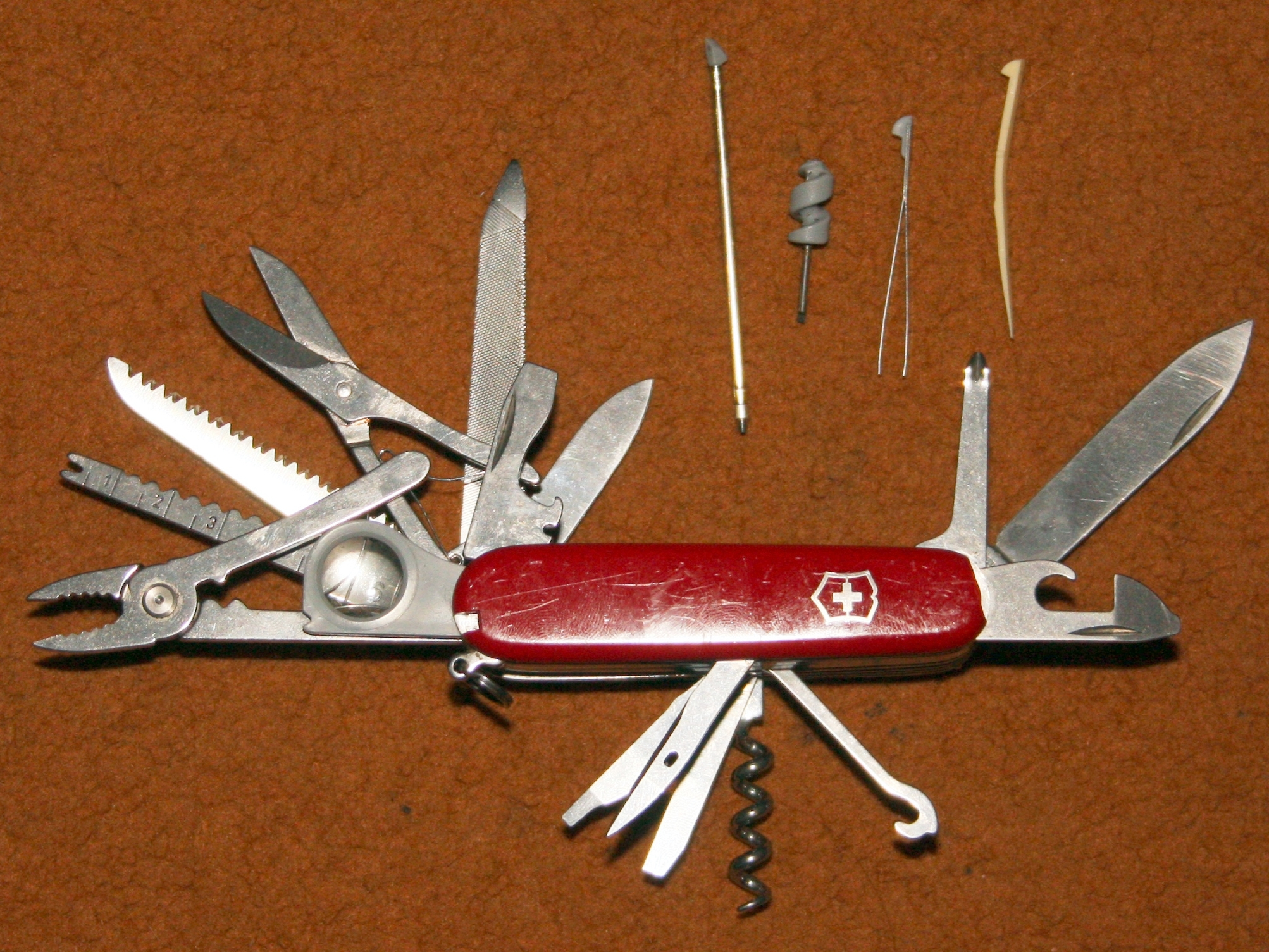
Típica navalla suïssa fabricada per Victorinox.

La navalla suïssa  (al. schweizer Messer, fr. couteau suisse, it. coltellino svizzero) o, per l'origen històric, navalla de l'exèrcit suís (al. schweizer Armeemesser, fr. couteau de l'armée suisse, it. coltello dell'esercito svizzero) és la marca comercial i, alhora, el nom col·loquial, de les navalles multiús (o navalles multifuncionals) fabricades per les empreses suïsses Victorinox i Wenger. En sentit més ampli, navalla suïssa designa col·loquialment les navalles multifunció en general, encara que fabricades en altres països i per altres companyies.

## Característiques
Eina multifuncional manual, generalment la navalla suïssa inclou una fulla i diverses eines més, com tornavís i llevataps. Aquests accessoris es guarden dins el mànec de la navalla mitjançant un mecanisme que gira al voltant d'un pivot. Existeixen diversos dissenys i tipus de navalla suïssa, amb diferents combinacions d'eines per a tasques específiques.
L'aspecte de la navalla suïssa és característic: mànec vermell amb escut suís (generalment, en la versió que alhora és el logotip de la companyia, sigui Victorinox o Wenger); el conjunt ve a ésser una simbolització de la bandera suïssa. Emperò, es tracta de la versió civil (dita navalla d'oficial); rarament s'ha usat el vermell en la versió militar (vegeu més avall). De tota manera, avui dia, així com hi ha múltiples versions civils de la navalla, per grandària i per nombre i selecció de ginys, també hi ha múltiples colors de mànec, si bé el vermell roman el més popular i l'icònic.
Originàriament d'ús militar, però d'ençà 1894 amb múltiples versions per a ús civil, la navalla suïssa fou la creadora de la tipologia de la navalla multiús (tots els altres models en són derivacions), i encara avui és la més popular internacionalment i la de màxima qualitat. És per tot això que col·loquialment s'empra navalla suïssa com a sinònim de navalla multiús.

## Història

### Orígens
La navalla suïssa neix el 1891, quan l'exèrcit suís l'adoptà oficialment (Soldatenmesser, 'navalla de soldat'); incorporava una fulla, un tornavís per a muntar i desmuntar el nou fusell de dotació, un obrellaunes per als queviures i, finalment, un punxó per a les selles i arnesos de cuir. Com que en aquell moment no hi havia cap companyia suïssa que tingués prou capacitat productiva, els primers quinze mil exemplars foren fabricats per una empresa alemanya, Wester & Co., de Solingen. Llavors, Karl Elsener, propietari d'una companyia que fabricava equipament quirúrgic, en descobrir (per a la seva consternació) que les navalles de l'exèrcit suís eren fabricades a Alemanya, se sentí vexat i fundà l'Associació Suïssa de Mestres Ganiveters, el propòsit de la qual era simple: fabricar navalles suïsses per a l'exèrcit suís.
L'octubre de 1891 Elsener guanyà el contracte de la navalla de l'exèrcit suís i començà a fabricar-la. A partir d'aquest moment, la fabricació ha corregut a càrrec exclusivament de companyies suïsses, amb la companyia d'Elsener (Victorinox) com a hegemònica i, actualment, exclusiva.
Insatisfet amb el disseny de 1891, el 1896 Elsener, al cap de cinc anys de feina dura, reeixí a col·locar fulles en ambdós costats del mànec usant una molla que funcionava amb totes les eines; una innovació increïble per a aquell temps. Això possibilità que Elsener afegís dues característiques més a la navalla: hi agregà una segona fulla i un llevataps. El resultat fou l'anomenada navalla d'oficial suís (schweizer Offiziersmesser) (1897) per a ús civil, la qual, a més de tenir més funcions, era més elegant. A partir de llavors, les innovacions que s'anaren fent en el model "d'oficial" passarien més endavant a la versió "de soldat", és a dir, al model reglamentari de l'exèrcit. Endemés, les versions civils conservaran el disseny original de la fulla principal, amb punta d'extrems arrodonits (és a dir, sense l'angle agut usat per la versió militar en 1908-1951).
Val la pena aclarir que la navalla de soldat (Soldatenmesser) ha estat i és l'única que forma part de l'equipament de campanya de l'exèrcit suís, i que es distribueix tant a l'oficialitat com a la tropa; la "navalla d'oficial", d'adquisició privada, sempre s'ha adreçat primordialment al mercat civil.

### Fabricants: Victorinox i Wenger
La companyia d'Elsener adoptà el nom de Victoria el 1909, en homenatge a la mare del fundador; el 1921 fou rebatejada amb el nom definitiu de Victorinox, combinació de Victoria amb inoxidable. Sota les diverses denominacions successives Elsener acaparà tot el mercat fins a 1893, quan la segona indústria ganivetera de Suïssa, Paul Boechat & Cie establí la seu a Delémont, al cantó suís de Jura, i començà a vendre un producte similar. Aquesta companyia fou adquirida posteriorment pel seu llavors director general, Theodore Wenger, el qual canvià el nom de l'empresa a Wenger. El 1908 el govern suís, amb el desig d'evitar un favoritisme regional de l'excedent de fabricació i crear una mica de competència amb la finalitat de baixar els preus, dividí el contracte entre Victorinox i Wenger perquè cada empresa li subministrés la meitat dels productes. Per mutu acord, Wenger s'anuncia com "la navalla genuïna de l'Exèrcit suís", i Victorinox utilitza el terme "la navalla original de l'Exèrcit suís".
No obstant això, el 26 d'abril de 2005, Victorinox adquirí Wenger, amb què feu un tomb al mercat de la navalla suïssa tot monopolitzant-lo novament. En principi Victorinox indicà que, de cara a les vendes, es mantindrien ambdues marques de fàbrica intactes. Emperò, el gener de 2013 s'anuncià l'eliminació de la marca Wenger i la inclusió del seu catàleg en el de Victorinox.
Pels volts de 2010, els dos fabricants de navalles suïsses, Victorinox i Wenger, cada any venien conjuntament unes 50.000 navalles a l'Exèrcit suís. La resta de la producció es dedica a les exportacions, sobretot als Estats Units.
Les navalles de Victorinox i les de Wenger es poden distingir immediatament pels seus logotips: la creu de Victorinox (registrada el 1909) està envoltada per un escut amb simetria bilateral, mentre que la creu de Wenger està envoltada per un quadrat lleument arrodonit amb simetria quadrilateral.

### Models militars successius
Els models reglamentaris de l'exèrcit suís (models de Soldatenmesser) han estat els següents, per ordre cronològic:
- model 1890 (designació oficial, tot i que no es fabricà fins al 1891), amb fulla principal de 100 mm; conegué tres grans versions successives: 1891, 1901 i 1908.
  - de 1891 a 1900 el mànec és de fusta ennegrida, duent incisa la creu suïssa (com a marca d'aprovació de la inspecció militar); la punta de la fulla principal és d'extrems arrodonits.
  - a partir de 1901, el mànec passa a ésser de fibra de fusta, en color natural
  - a partir de 1908, la punta de la fulla principal adopta un angle agut (a voltes aquesta versió se cita com a model 1908).
  - d'ençà 1915 la marca d'inspecció incisa pren forma de creu suïssa inscrita en un cercle (i no ja tota sola).
  - d'ençà 1922 la fulla va datada (22 per 1922, 35 per 1935...), almenys en la producció de Victorinox.
  - el 1923 la fulla i altres eines passen a fabricar-se d'acer inoxidable.

- model 1951: mànec de fibra de fusta en color natural una mica rogenc, amb incisió de creu suïssa inscrita en un cercle; fulla principal de 93 mm, i de punta arrodonida, tot recuperant-ne el disseny originari (que continuarà en la versió militar fins al model de 2008). Augmenta el nombre d'eines.
  - en 1957-1964, alguns dels exemplars de Wenger duen el mànec de color vermell.

- model 1961: mànec d'alumini inoxidable (material anomenat alox en el món de la navalla suïssa), amb gràfila requadrada, i generalment de color argentat; fulla principal de 93 mm. Augmenta el nombre d'eines, amb elements i dissenys provinents del model "d'oficial" de 1951.
  - en 1961-1976 el mànec duia incisa la creu suïssa, sense emmarcar.
  - en 1962-1965 el mànec fou vermell, com en les versions civils; també fou vermell el mànec d'alguns exemplars fabricats en 1965, 1970 i 1975.
  - a partir de 1977 el mànec duu de sèrie l'escut suís, en colors heràldics, gravat en relleu (equivalent del logo de l'empresa que adorna el mànec de les versions civils); la marca d'inspecció passa a gravar-se a banda, per incisió.

- model 2008 (distribuït a partir de 2009): mànec verd oliva (amb l'escut suís en aquest mateix color) amb elements negres, fet de fibra artificial i amb nou disseny ergonòmic; fulla principal de 111 mm; redisseny de totes les eines.

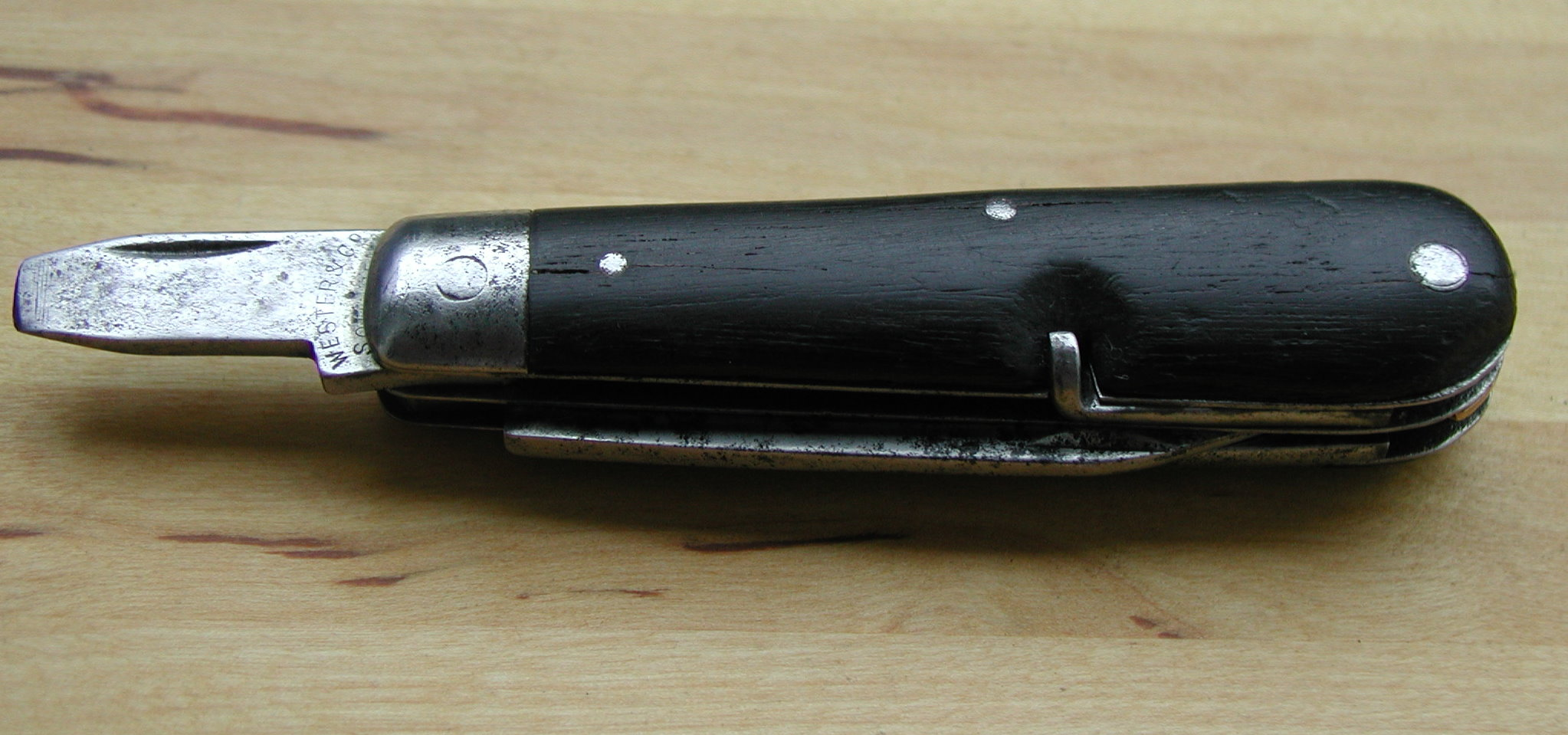
Modell 1890, exemplar d'Elsener (1891)
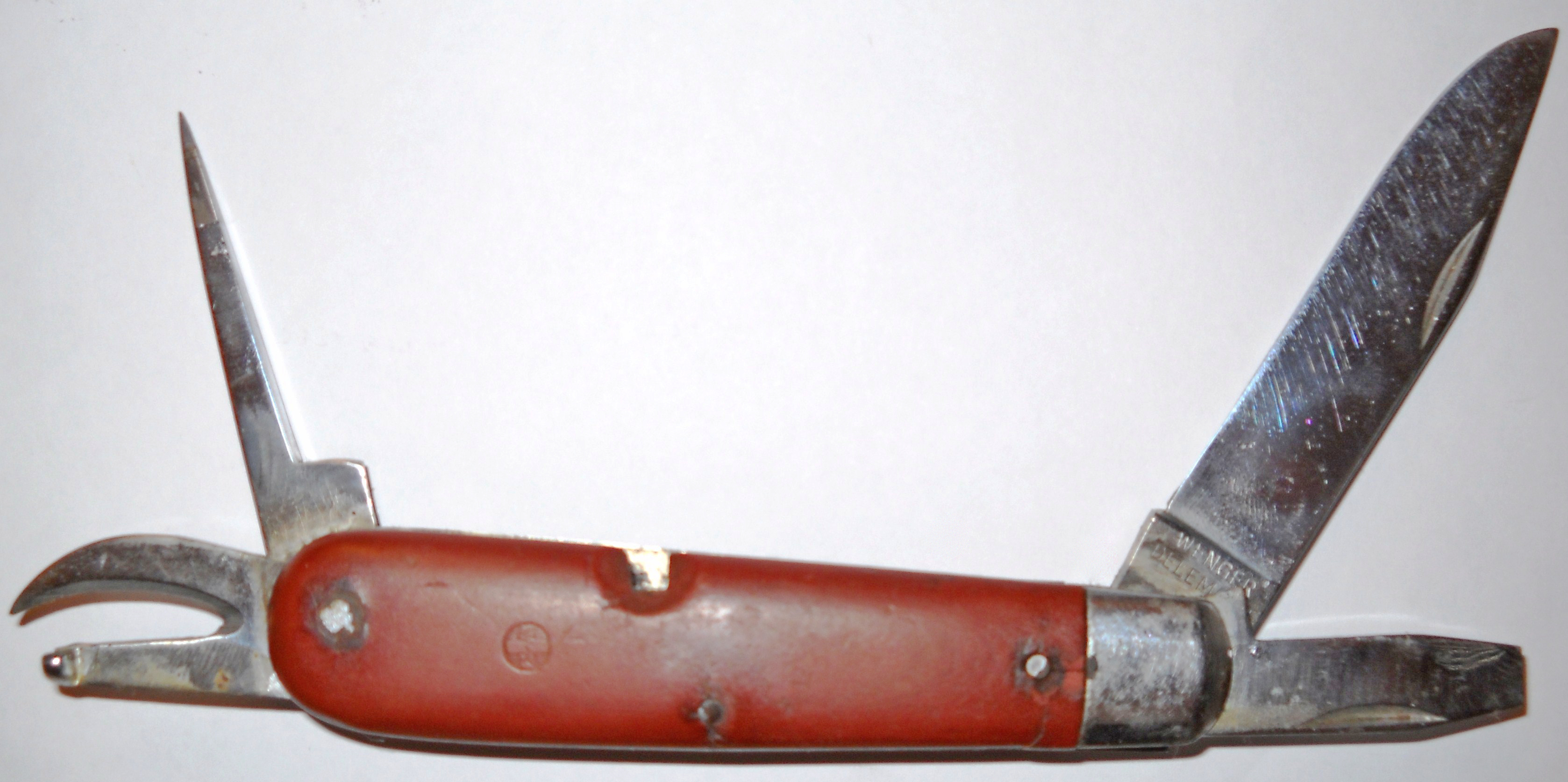
Modell 1951, fabricat en 1951-1961
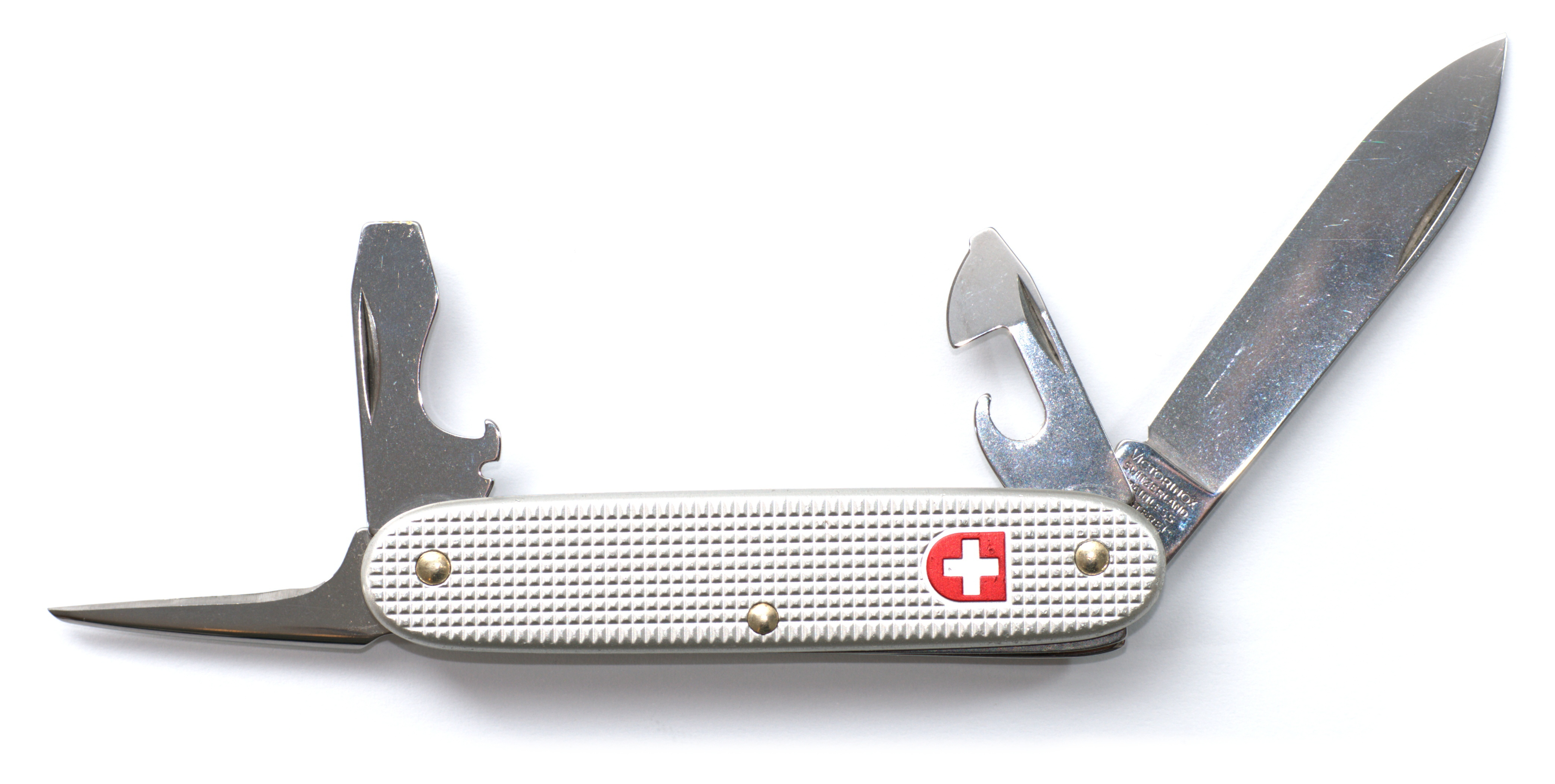
Modell 1961, fabricat en 1961-2008 (ací, en la versió de mànec argentat, i amb l'escut incorporat el 1977)
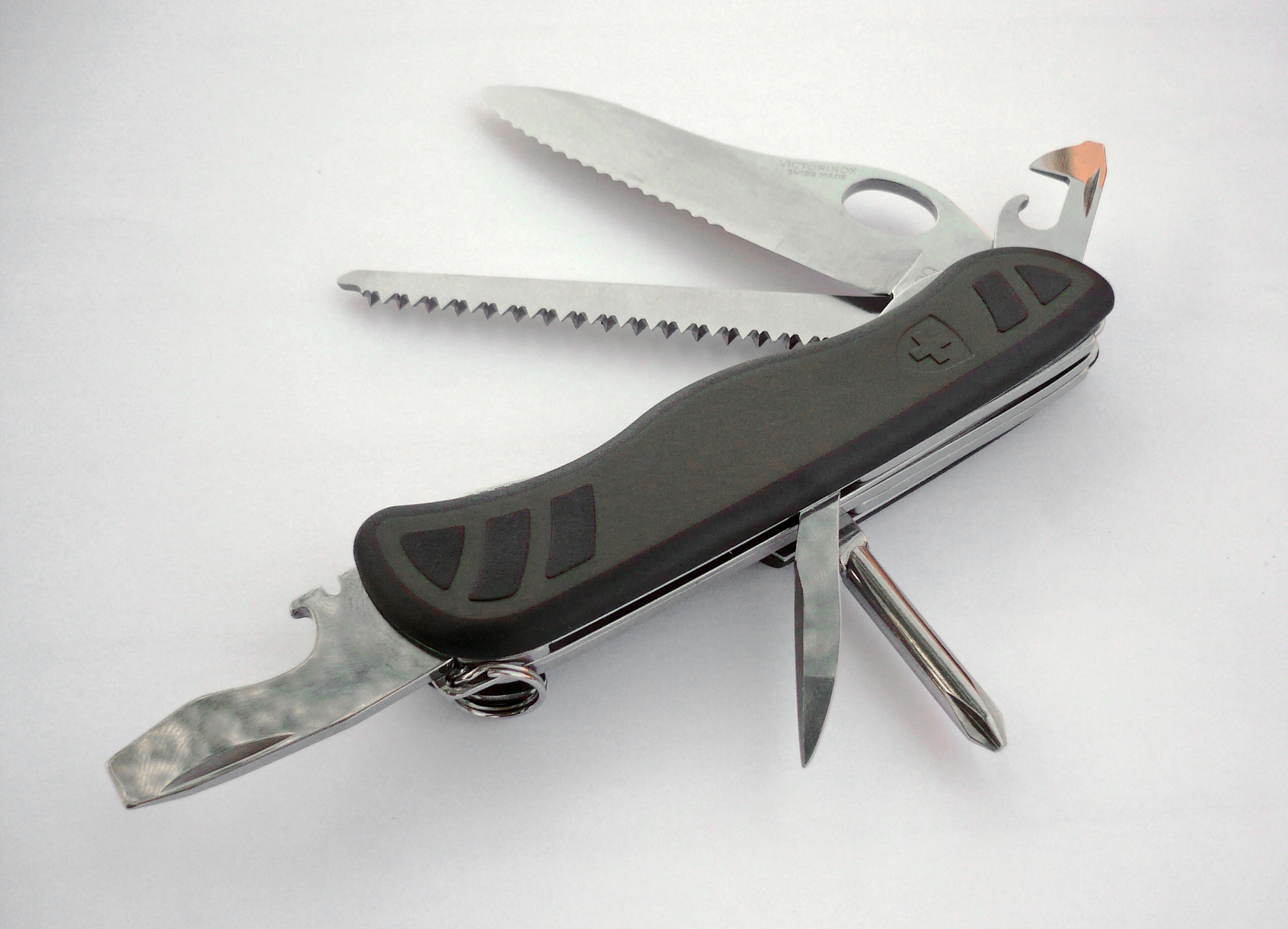
Soldatenmesser 08, model actualment reglamentari, distribuït d'ençà 2009

## Èxit internacional
A banda de Suïssa, des d'inicis del segle XX incomptables empreses de molts països han produït versions pròpies de navalla multiús, les quals rarament atenyen la qualitat de la navalla suïssa pròpiament dita. Amb el temps, el concepte de navalla multiús ha estat adoptat també per molts altres exèrcits (neerlandès, francès, alemany, espanyol, etc.), partint de l'original suís, quan no encarregant-ne la fabricació a Suïssa (generalment a la companyia Victorinox).

## Fama
A la mateixa Suïssa, almenys des d'inicis del segle XX la navalla multiús és molt popular i d'ús habitual en la quotidianitat. Fa molt que ha esdevingut un dels símbols del país, on constitueix un motiu d'orgull col·lectiu; representa internacionalment Suïssa tant com, per exemple, els rellotges i les valls alpines.
Com vèiem més amunt, la navalla suïssa és cèlebre i prestigiosa arreu del món. La seva internacionalització s'inicià durant la Segona Guerra Mundial, en ésser descoberta pels soldats estatunidencs desplegats a Europa.
La navalla suïssa és característica de la sèrie de TV americana MacGyver, on el protagonista improvisa sovint amb les eines necessàries per solucionar diferents tipus de problemes. Ell utilitza freqüentment el seu sak (abreviatura per les seves sigles en anglès, Swiss Army knife) per a construir mecanismes fora del comú.
La navalla suïssa també ha estat parodiada en programes de TV, com ara Els Simpson, i la versió animada de The Tick, en què una tropa fictícia de l'exèrcit suís porta sac classificador per a cada tipus de navalla.

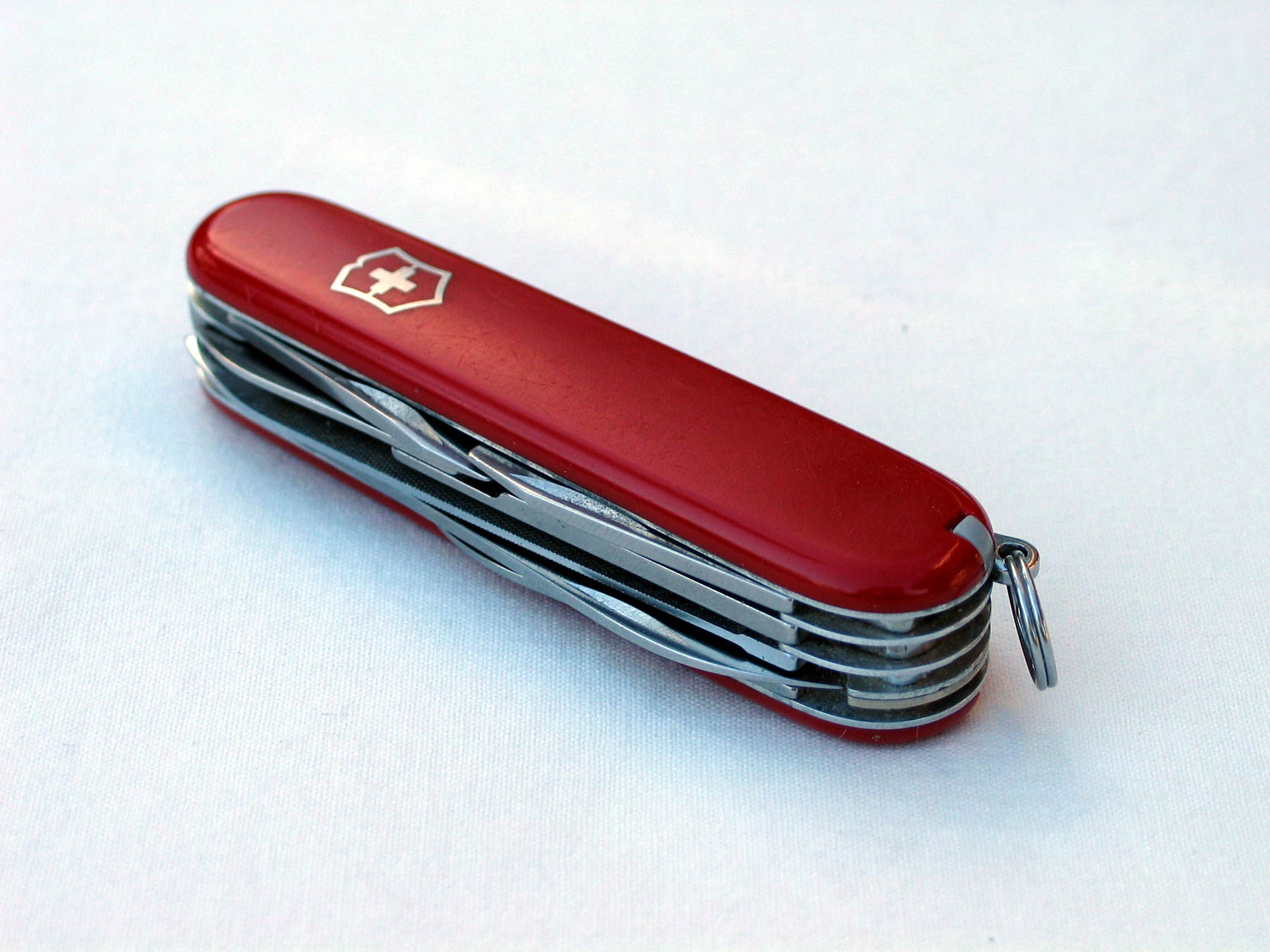
Navalla Victorinox tancada
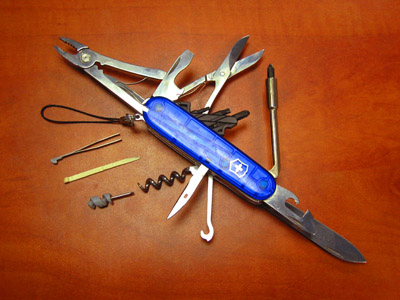
Navalla Victorinox desplegada

## Altres conceptes
De vegades, el terme navalla suïssa s'empra en informàtica per a designar una eina de programari consistent en un recull de programes destacats.